# Vágó László
Vágó László, született Weinberger László (Nagyvárad, 1875. március 30. – Budapest, 1933. december 30.) magyar építész, a magyarországi szecessziós építészet kiemelkedő alakja, öccsével, Vágó Józseffel számos jelentős épület tervezője. 

## Családja
Weinberger Mihály (1837–1917) nagyváradi fűszerkereskedő és Markovics Jozefa (1845–1905) harmadik fiaként született. A családnevüket 1898-ban változtatták Vágóra. Testvérei Vágó Jenő kereskedő, Vágó Béla színész, rendező, Vágó József építész, Vágó Géza színész, színműíró, Vágó Győző (1884. július 13. Nagyvárad – 1944. október 25. Auschwitz) iparművész, Vágó Rózsa és Vágó Szeréna. Unokaöccse Pierre Vago építész. Házastársa Katzburg Jolán volt, akivel 1907. október 5-én Budapesten kötött házasságot.

## Életútja

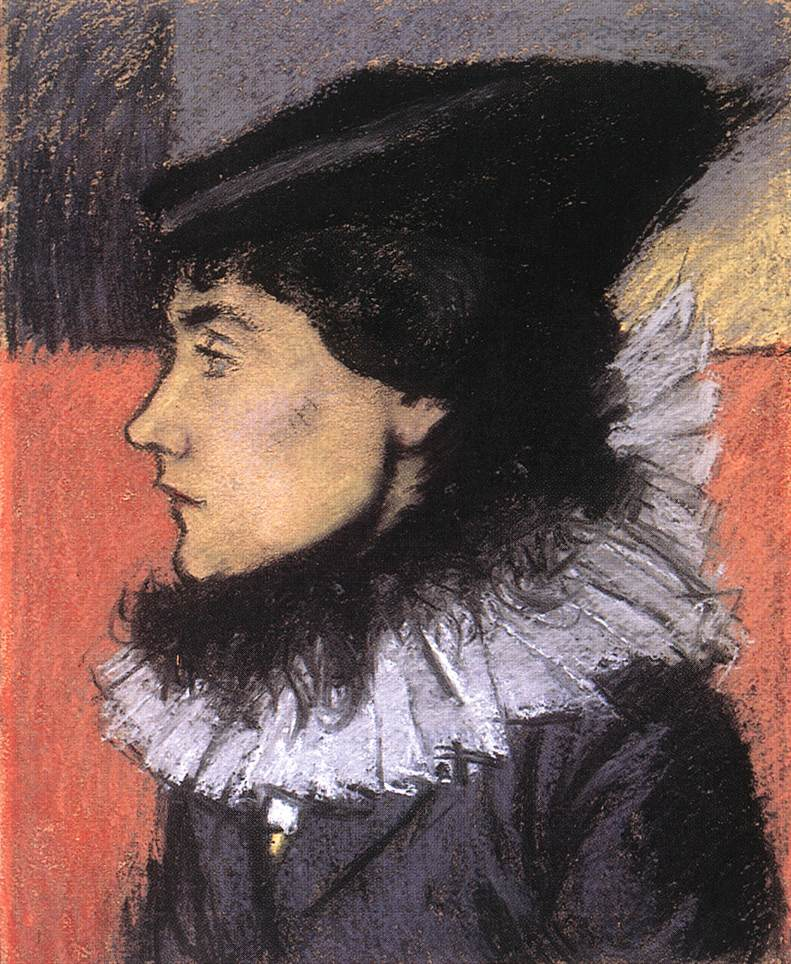
Rippl-Rónai József pasztellképe Vágó Józsefnéről

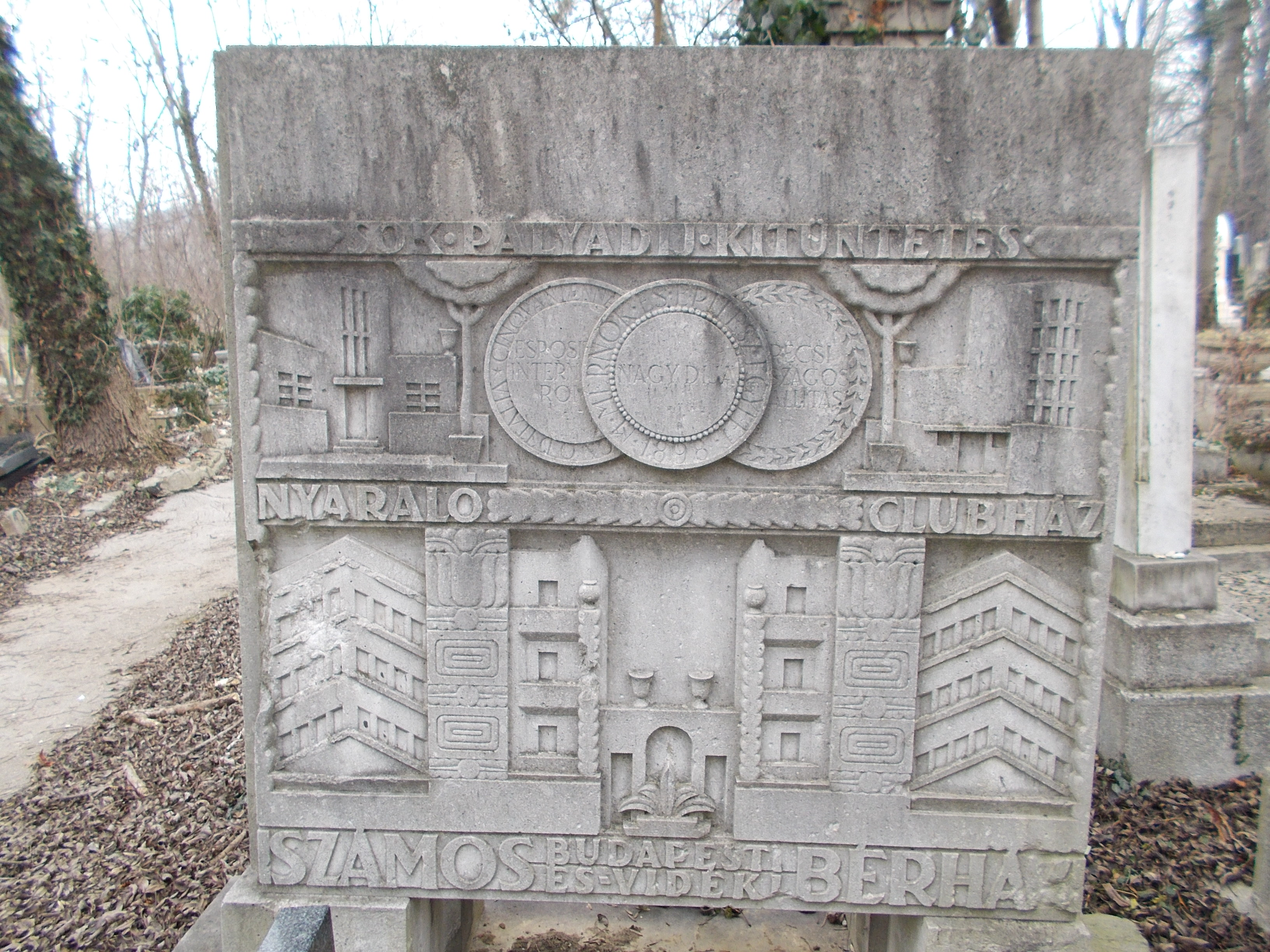
Vágó József sírja a Farkasréti zsidó temetőben általa tervezett épületek képeivel

Igen mélyről indulva kőműves inasként kezdte a szakmát 13 évesen. 1888. július 1-től 1889. augusztus 15-ig Rendes Vilmos nagyváradi építésznél, 1889. szeptember 1-től 1890. május 1-ig Quittner Zsigmond műépítésznél és 1890. június 1-től augusztus 10-ig Schubert és Hickisch építőmestereknél volt gyakorlaton Budapesten. A fiatal kőműves tehetsége már ekkor megmutatkozott, 1889-ben az nagyváradi iparostanoncok munkakiállításán első osztályú díjat nyert. Tanulmányait az Állami Felső Ipariskola Építészeti Szakosztályában folytatta 1890 szeptemberétől. Az iskolai évkönyvek szerint a nyári szünidőkben Rendes Vilmosnál gyakornokoskodott, az ipariskolában 1893-ban végzett. 1897 körül társult a pilseni születésű Bartunek Ferenc építésszel, közös irodájuk néhány éves fennállása alatt több bérházat is sikerült megvalósítani. Weillisch Alfréd irodájában a pesti izraelita fiú árvák Városligeti fasor 27. alatti otthonának egyes korabeli források szerint a tervezője, mások szerint viszont a kivitelezés vezetője volt, melyet 1900-ban adtak át.. A Magyar Mérnök- és Építész-Egylet 1899. évi nagypályázatára benyújtott pályatervével, a "Gellérthegy oldalának az Erzsébet híd előtt architektonikus kiképzésére", elnyerte az egylet nagy aranyérmét. Ugyanebben az évben Scheer Izidorral és az ekkor még egyetemista öccsével elindultak a lipótvárosi zsinagóga tervpályázatán, tervük megvételben részesült.
Külföldi utazását követően öccsével, Vágó Józseffel nyitotta meg közös irodáját Budapesten 1902-ben. Együtt tervezték a budapesti Nemzeti Szalont (1906), a Gutenberg-házat (1906), a Feld-féle Városligeti Színkört (1908), az Árkád-bazárt (1908), valamint a debreceni Alföldi Takarékpénztár Székházát (1911).
1911-től már külön dolgoztak. Vágó László bérházak, villák, illetőleg színházak tervezésével foglalkozott (a budapesti Attila út bérházai, 1911–14; a miskolci Nemzeti Színház, a budapesti Vígszínház és a Parisiana mulató átépítése, 1911-től). Az 1920-as évek végén Faragó Ferenccel együtt tervezte meg a budapesti Dohány utcai zsinagóga kultúrházát, a temetőudvart valamint a hősök templomát. 1928-ban belépett a CIAM-csoportba.
A budapesti Farkasréti Izraelita temetőben helyezték örök nyugalomra, sírkövét, amely a testvérével közösen tervezett legjelentősebb épületek domborművei díszítenek, Vidor Emil tervezte.

## Fontosabb építészeti művei

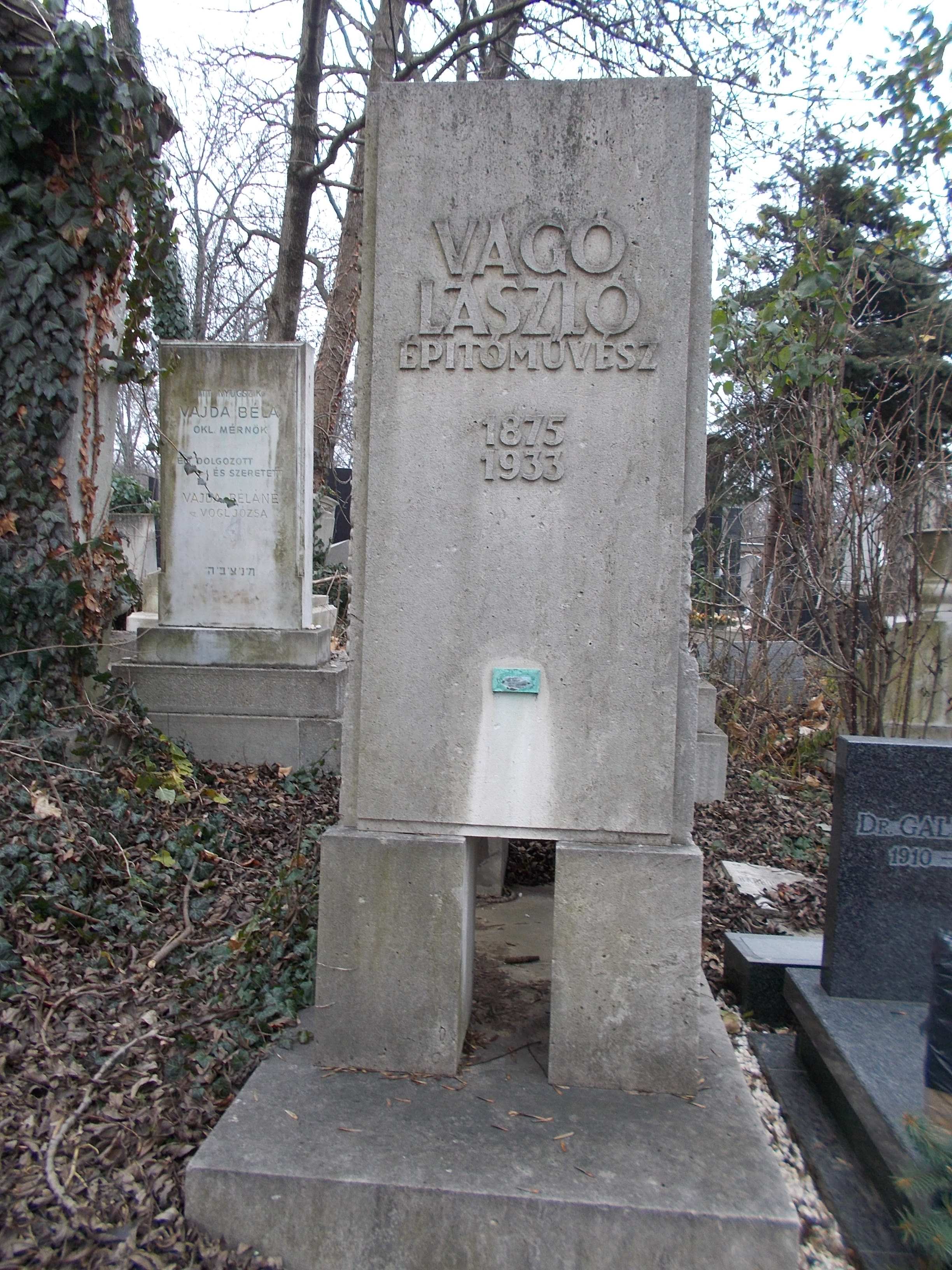
Vágó László sírja a Farkasréti zsidó temetőben

- Vágó László sírja a Farkasréti zsidó temetőben1897. Késmárky és Illés bérháza, Budapest V., Kossuth Lajos utca 12. (Bartunek Ferenccel)
- 1897. Mendelssohn J. Gyula és neje bérháza, Budapest XIII., Hegedűs Gyula utca 6. (Bartunek Ferenccel, háborús sérülései miatt 1945-ben lebontották.)
- 1897. Mendelssohn J. Gyula és neje bérháza, Budapest VII., Bethlen Gábor utca 41. – Peterdy utca 1. (Bartunek Ferenccel, átalakítva)
- 1899. Szirch Antal bérháza, Budapest XI., Bartók Béla út 14. – Csiky utca 4. (Bartunek Ferenccel, háborús sérülései miatt részben átalakították)
- 1899. Szirch Antal bérháza, Budapest XI., Budafoki út 13. – Csiky utca 2. (Bartunek Ferenccel)
- 1900 Pesti izraelita fiúárvaház, Budapest VII., Városligeti fasor 27. (Wellisch Alfréd irodájában)
- 1902 Nyíregyháza, zsinagóga kibővítése
- 1903. Brandstadler Izsák bérháza, Budapest VII., Síp utca 16. – Wesselényi utca 14. (Vágó Józseffel)
- 1903. Lakóház átalakítása, Budapest V., Kossuth Lajos utca 12.
- 1903–1904. Neuschlosz-bérház, Budapest V., Báthory utca 5. (Vágó Józseffel, Alpár Ignác neve alatt)
- 1904–1905. Grünwald testvérek bérháza, Budapest XIII., Visegrádi utca 17. – Radnóti Miklós utca 12. (Vágó Józseffel)
- 1905. Schön Rezső bérháza, Budapest IX., Boráros tér 2. (Vágó Józseffel)
- 1905-1906. Hérmán-bérház, Budapest IX., Mester utca 3. – Angyal utca 11. (Vágó Józseffel)
- 1905. Vágó-ház, Nagyvárad, Kapucinus (gen. Traian Mosoiu) utca 14. (Vágó Józseffel)
- 1906. Dömötör Miksa bérháza, Szabadka, Trg 29. Novembra 3. (Vágó Józseffel)
- 1905–1908. Gresham-palota, Budapest V., Széchenyi István tér 5. (Vágó Józseffel, Quittner Zsigmond irodájában)
- 1906. Nemzeti Szalon (Hauszmann Alajos kioszkjának átépítésével),  Budapest V., Erzsébet tér (Vágó Józseffel; elpusztult)
- 1906–1907. Gutenberg-otthon, Budapest VIII., Gutenberg tér 4. (Vágó Józseffel)
- 1908. Városligeti Színkör, Budapest XIV., Dózsa György út és Ajtósi Dürer sor sarok (Vágó Józseffel; elpusztult)
- 1908–1909. Késmárky és Illés Árkád bazára, Budapest VII., Dohány utca 22-24. (Vágó Józseffel)
- 1908–1909. Havasi Gyula és Vágó László bérháza, Budapest VIII., Népszínház utca 25. – Fecske utca 1. (Vágó Józseffel)
- 1909 Világosság nyomda, Budapest VIII., Tolnai Lajos utca 4. (Vágó Józseffel)
- 1908-1909. Kislakásos bérházak, VIII. Budapest, Százados út – Szörény utca – Hungária körút (Vágó Józseffel; nem valósult meg)
- 1909. Petőfi Múzeum (a Jókai-ház átalakítása), Budapest VI., Bajza u. 39. (Vágó Józseffel; elpusztult)
- 1909-1910. Darvas–La Roche-ház, Nagyvárad, Rimanóczy Kálmán (Áldás, Iosif Vulcan) utca 11. (Vágó Józseffel)
- 1909-1910. Alföldi Takarékpénztár, Debrecen (Vágó Józseffel; elpusztult)
- 1910–1911. Moskovits-palota, Nagyvárad, Zöldfa (Vasile Alexandri) utca 1. (Vágó Józseffel)
- 1911–1912. Vágó László ikerbérháza, Budapest I., Attila út 35–37. – Váralja utca 17–19. – Attila köz 2. (a 35. teljesen átalakítva)
- 1911–1913. Magyar Általános Ingatlanbank Rt. ikerbérháza, Budapest XI., Fehérvári út 46–48. (1952-ben államosítva, díszes homlokzata 1977 után leegyszerűsítve)[11]
- 1912. Vojnić Piroska lakóháza, Szabadka, Fasizmus áldozatainak tere 14.[12] (korábban József tervezésének gondolták)
- 1913. Művészház átalakítása, Budapest, Rózsa utca 61. – Szekfű utca 4. (átalakítva)[13]
- 1914. Magyar Színház átalakítása, Budapest, Hevesi Sándor tér 4. (átalakítva)
- 1914–1916. Urbs Építkezési rt. bérháza, Budapest, Bartók Béla út 52.
- 1914–1918. Schwartzer-szanatórium több épülete (elpusztult), Budapest, Ráth György utca 7–11. – Kékgolyó utca 3–13.
- 1916. Schwartzer-féle szanatórium rt. kocsiszín toldaléka, Budapest, Kékgolyó utca 6. (elpusztult)
- 1917 Népopera belső átalakítása Városi színházzá, Budapest, II. János Pál pápa tér (átalakítva)
- 1918 Margitszigeti színkör (elpusztult)
- 1918 Király színház belső átalakítása, Budapest, Király utca 71. (elpusztult)
- 1921. Parisiana mulató átalakítása Blaha Lujza színházzá, Budapest, Paulay Ede utca 35. (részben átalakítva)
- 1922 Fővárosi Orfeum átalakítása Fővárosi Színházzá, (ma Operettszínház), Budapest, Nagymező utca 17. Málnai Bélával és Szentgyörgyi Istvánnal
- 1922 Cercle des Étrangers mulató belső, Erzsébet krt. 53.
- 1923 Radius mozi belső átalakítása Renaissance színházzá (ma Thália színház), Budapest, Nagymező utca 22-24.
- 1923. Műterem Komlós Jenő bérházának udvarán, Budapest, Városmajor utca 10. – Gyógyfű utca 9. (elpusztult)
- 1924 Király színház belső átalakítása, Budapest, Király utca 71. (elpusztult)
- 1925. Miskolci színház átalakítása, Déryné utca 1.
- 1925 Opera kávéház, Budapest, Andrássy út 24. – Hajós utca 5. (átalakítva)
- 1926 Lipótvárosi kaszinó átépítése, Budapest, Nádor utca 10. – Zrinyi utca 5. (átalakítva)
- 1926 Miskolc, Korona szálló átépítése
- 1927 Ford autószalon és iroda, Budapest V., Kossuth Lajos utca 12. (átalakítva)
- 1927 Magyar Általános Ingatlanbank rt. bérháza az udvarban, Budapest, VIII. Rákóczi út 61.
- 1927 Magyar Általános Ingatlanbank rt. bérházára emeletráépítés, Budapest, Üllői út 11–13.
- 1927-28 Magyar Általános Ingatlanbank rt. bérháza, Budapest, Üllői út 38-44. – Corvin köz 1-3. – József körút 86. (József körúti oldalát az 1950-es években elbontották)[14]
- 1927-28 Goór Lajosné iker bérháza, Budapest, Hermina út 35. 37.
- 1928 Jardin de Paris mulató újjáépítése, Budapest, Erzsébet királyné útja 1. (elpusztult)
- 1928–1929. Hungária Fürdő rt. lakóháza, Budapest, Dohány utca 46. – Klauzál utca 4.
- 1929–1930. Hoffmann Ödön és Beöthy Lászlóné lakóházának átalakítása, Budapest I., Logodi utca 33. – Bugát utca 4.
- 1930–1931. Hősök temploma, Budapest, Dohány utca 2–6. – Wesselényi utca 1–5. (Faragó Ferenccel)
- 1931. Fejér és Dános cég kislakásos mintatelepének két családi háza, Budapest, Napraforgó utca 1. Napraforgó utca 11.
- 1932–1933. dr. Rassay Károly villájának bővítése, Budapest, Bolyai utca 9., (eredeti: Székely Béla, 1926–1927)
- 1932 "Esti Kurir" weekend háza, Budapest, Római part

### Tervpályázatok
- 1899 Magyar Mérnök- és Építész-Egylet nagypályázata az Erzsébet-híd budai hídfőjénél, a Gellérthegynek építőművészeti  kiképzésére, "Képzőművészeti címerpajzs" jeligéjű terve elnyerte az egylet nagy aranyéremét[15]
- 1899 Lipótvárosi zsinagóga ("Nyolc lépcsőház" jeligéjű megvett terv) Scheer Izidorral és Vágó Józseffel[16]
- 1900 Szent Gellért szobor elhelyezésére és környezetének művészi kiképzése ("Buda" jeligéjű megvett terv)[17]
- 1902 Arad, kultúrpalota (2. díj) Vágó Józseffel[18]
- 1902 Vörösmarty-szobor (II. kategóriába sorolt terv) Jankovich Gyula szobrászművésszel
- 1902 Millacher-kút, Jankovich Gyula szobrászművésszel
- 1903 Besztercebánya, kereskedelmi- és iparkamara székháza ("Városczímer" jeligéjű megvett terv) Vágó Józseffel[19]
- 1904 Nagykanizsa, főgimnázium ("Mens sana" jeligéjű megvett terv) Vágó Józseffel[20]
- 1904 Sáros fürdő újjáépítése ("Bellevue" jeligéjű pályaterv) Vágó Józseffel[21]
- 1904 Rudas fürdő kibővítése ("Kis beépítés" jeligéjű díjazott terv) Vágó Józseffel[22]
- 1905 Kultuszminisztérium székháza ("Salle des Pasperdus" jeligéjű megvett terv) Vágó Józseffel[23]
- 1905 VI. kerületi főgimnázium (Modern nevelés" jeligéjű 2. díjas terv) Vágó Józseffel[24]
- 1906 Palics, fürdő ("Bácska II," 1. díjas terv) Vágó Józseffel[25]
- 1907 Általános Munkásbetegsegélyző Pénztár Dob utcai székháza (1. díj) Vágó Józseffel[26]
- 1907 Pesti izraelita szeretetház (díjazott terv) Vágó Józseffel
- 1908 Magyarországi Építőmunkások Országos Szövetsége (MÉMOSZ) székháza, Dózsa György út 68. – Dembinszky utca sarok (1. díj) Vágó Józseffel[27]
- 1908 A Kereskedelmi Utazók Egyesületi háza, Jókai utca 4. – Ó utca 51. (2. díj) Vágó Józseffel[28]
- 1911 Budapesti Kerületi Munkásbiztosító Pénztár székháza, Fiumei út (3. díj) Vágó Józseffel[29]
- 1913 A budapesti városháza elhelyezésével kapcsolatos városrészek szabályozása (Erzsébet tér, Andrássy út torkolata) ("1913" jeligéjű díjazott terv)[30]
- 1913 Trieszti Általános Biztosító Társulat budapesti székháza ("Centrális" jeligéjű 2. díjas terv)
- 1914 Rezső téri Ferenc József jubileumi templom
- 1916: „Isten kardja” első világháborús hősi emlékmű, Budapest[31]
- 1916 Erzsébet királyné emlékmű, Radnai Béla szobrásszal
- 1926. Székesfőváros Elektromos Művének bérháza, Budapest, Fehérvári út 88/A–B. – Hengermalom út 2. (megvétel)
- 1926 Győr, városi színház átépítése ("Kisfaludy Károly" jeligéjű 2. díjas terv)
- 1928 Zsidó hitközség kultúrháza, Budapest, Dohány utca, (díjazott terv)
- 1929 Győr, városi színház (megvétel)
- 1931. Budapest, a Vigadó tér rendezési terve
- 1932 k. Budapest, a Clark Ádám tér rendezési terve
- 1932 k. Budapest, a Széchényi tér rendezési terve
- 1933 Tabán városrendezése

## Képgaléria

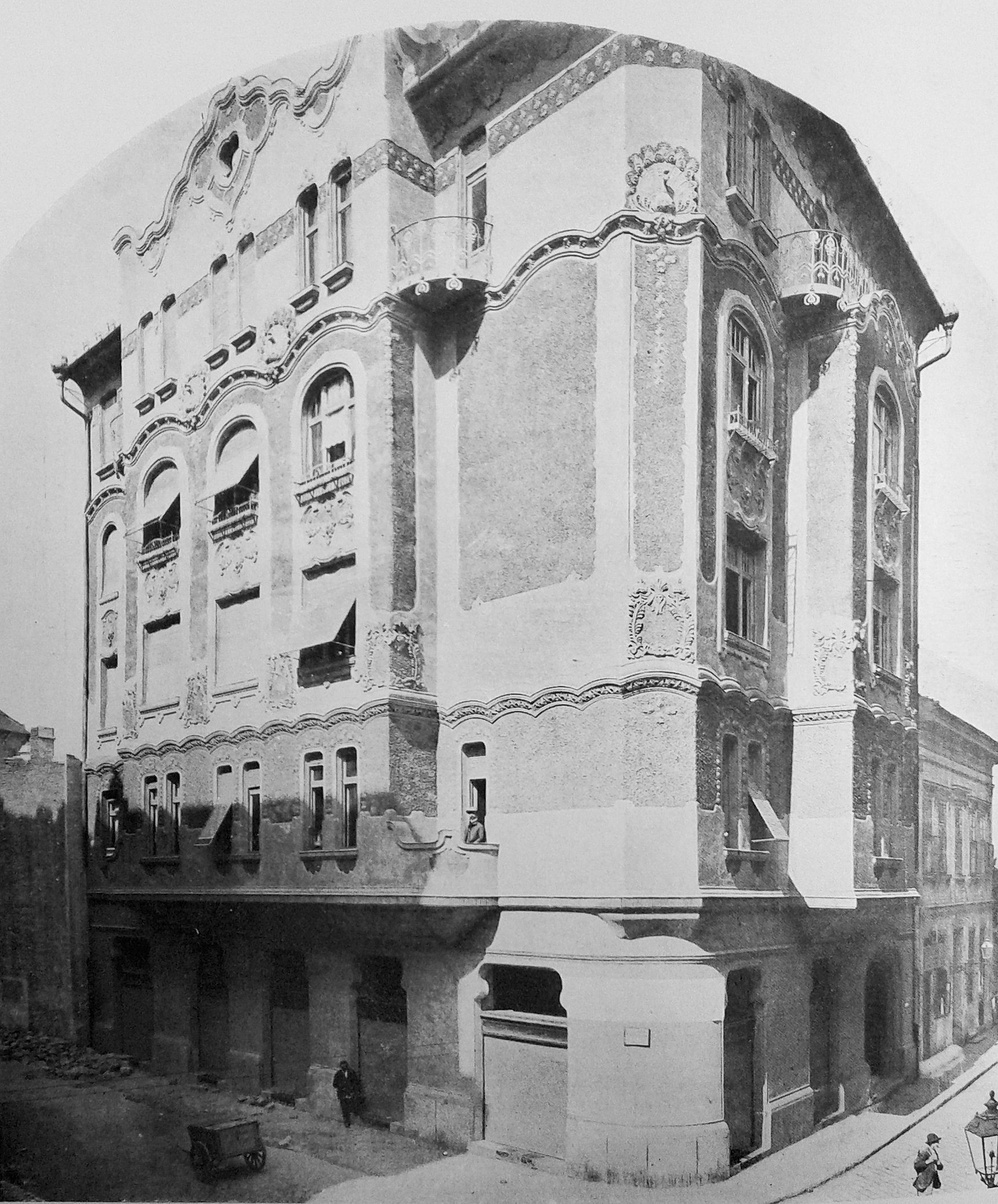
Lakóház, Budapest, Síp utca 16. (Vágó Józseffel)
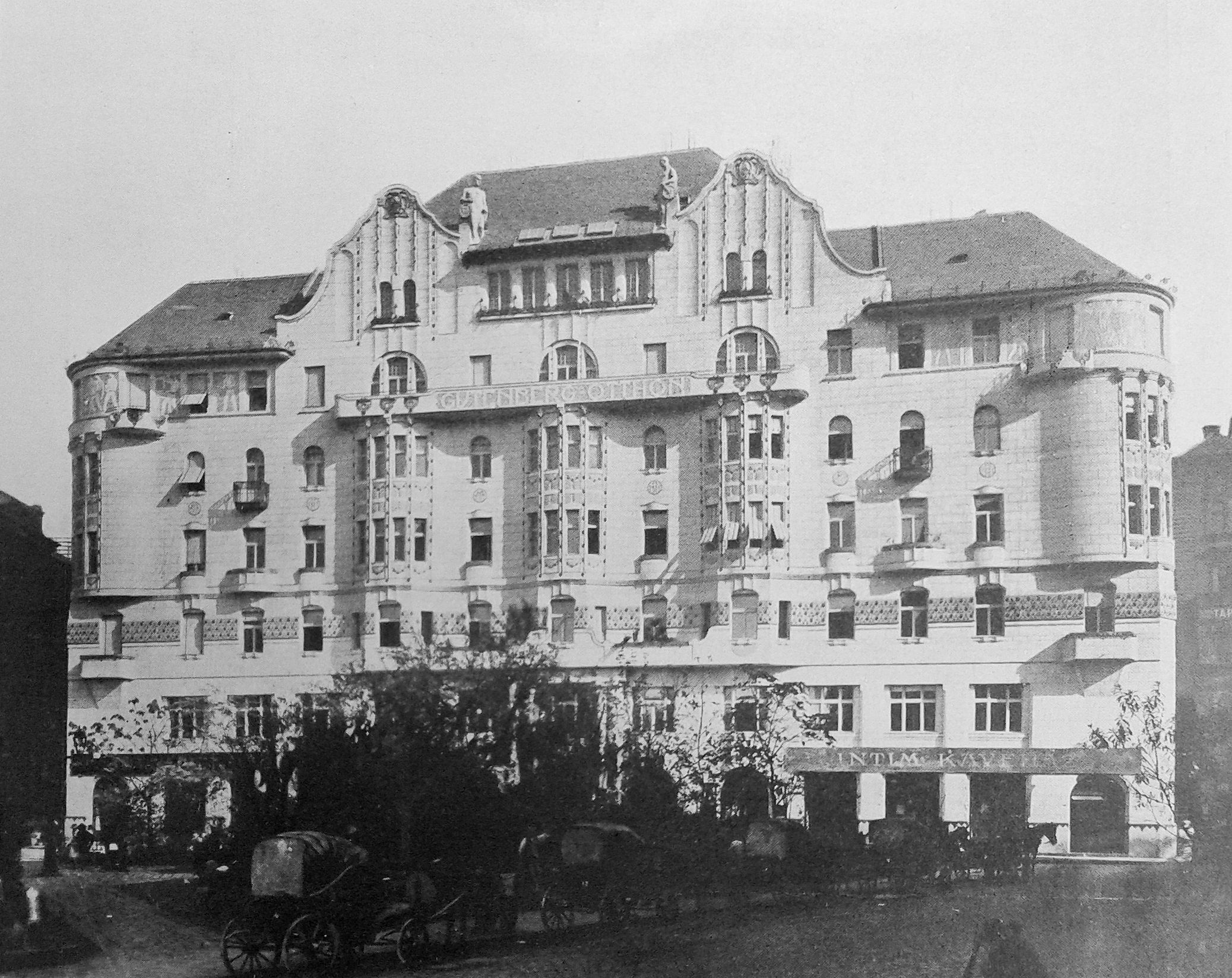
Gutenberg-otthon, Budapest, Gutenberg tér 4. (Vágó Józseffel)
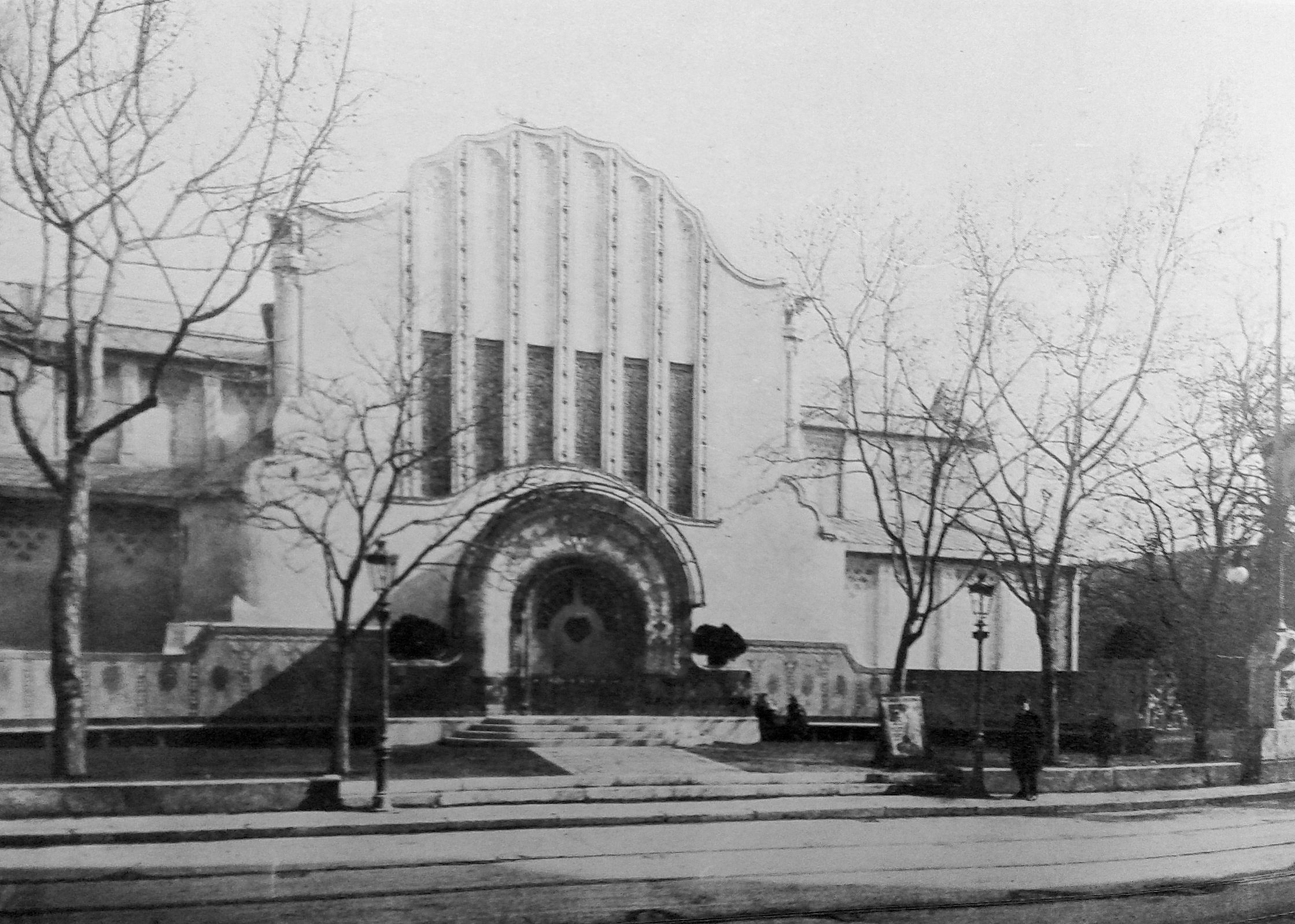
Nemzeti Szalon, Budapest, Erzsébet tér (Vágó Józseffel)
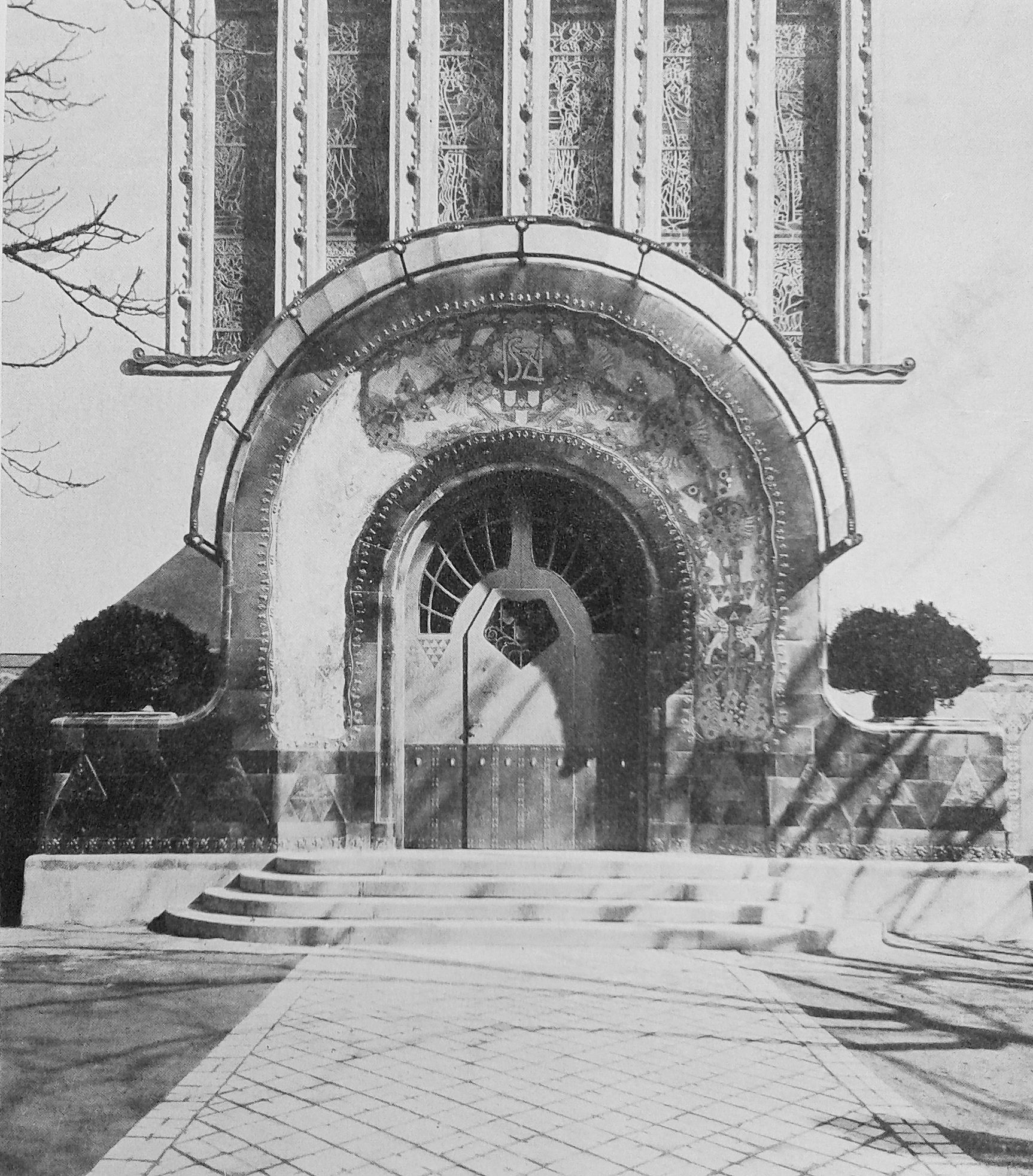
A Nemzeti Szalon bejárata
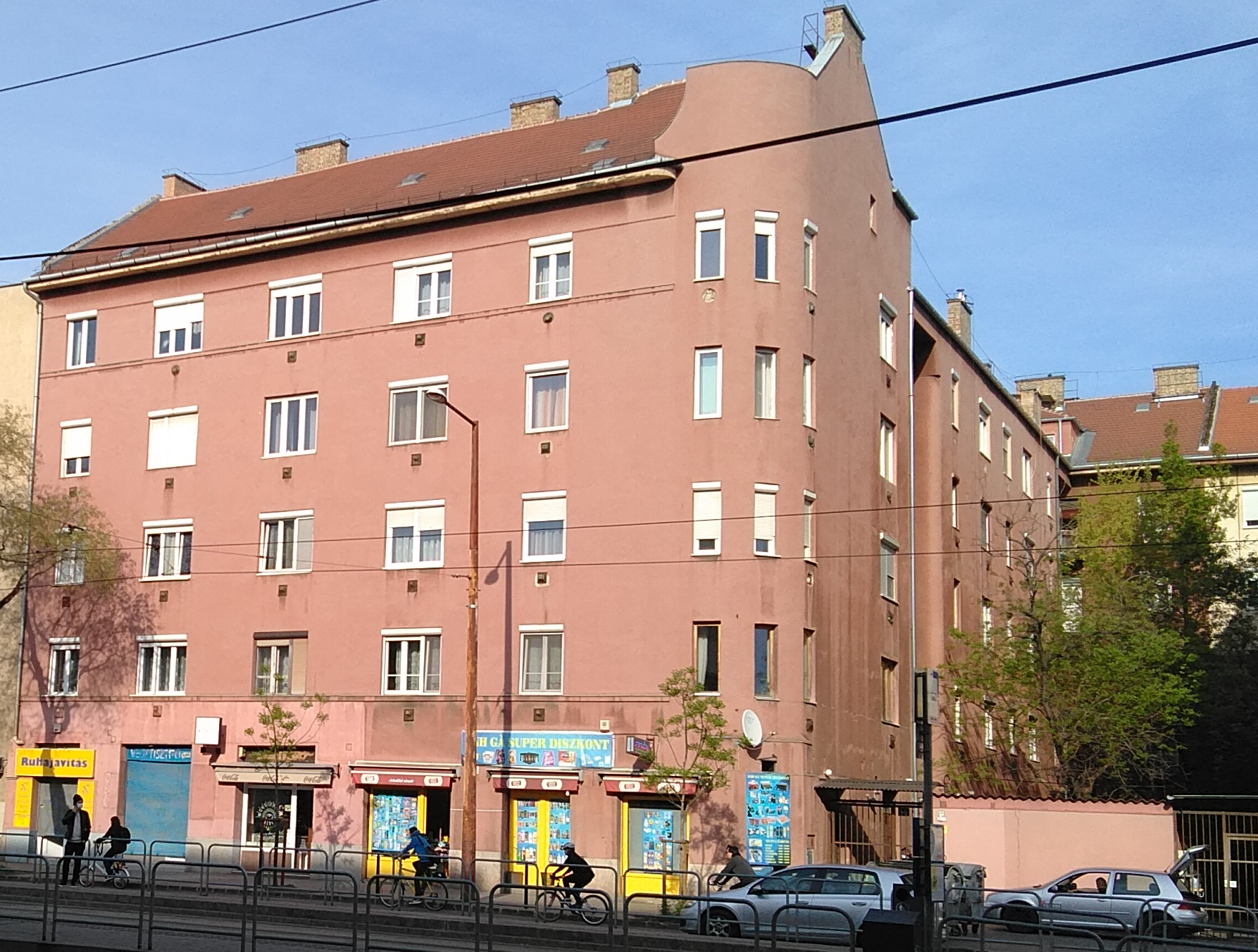
Budapest, Fehérvári út 46–48.
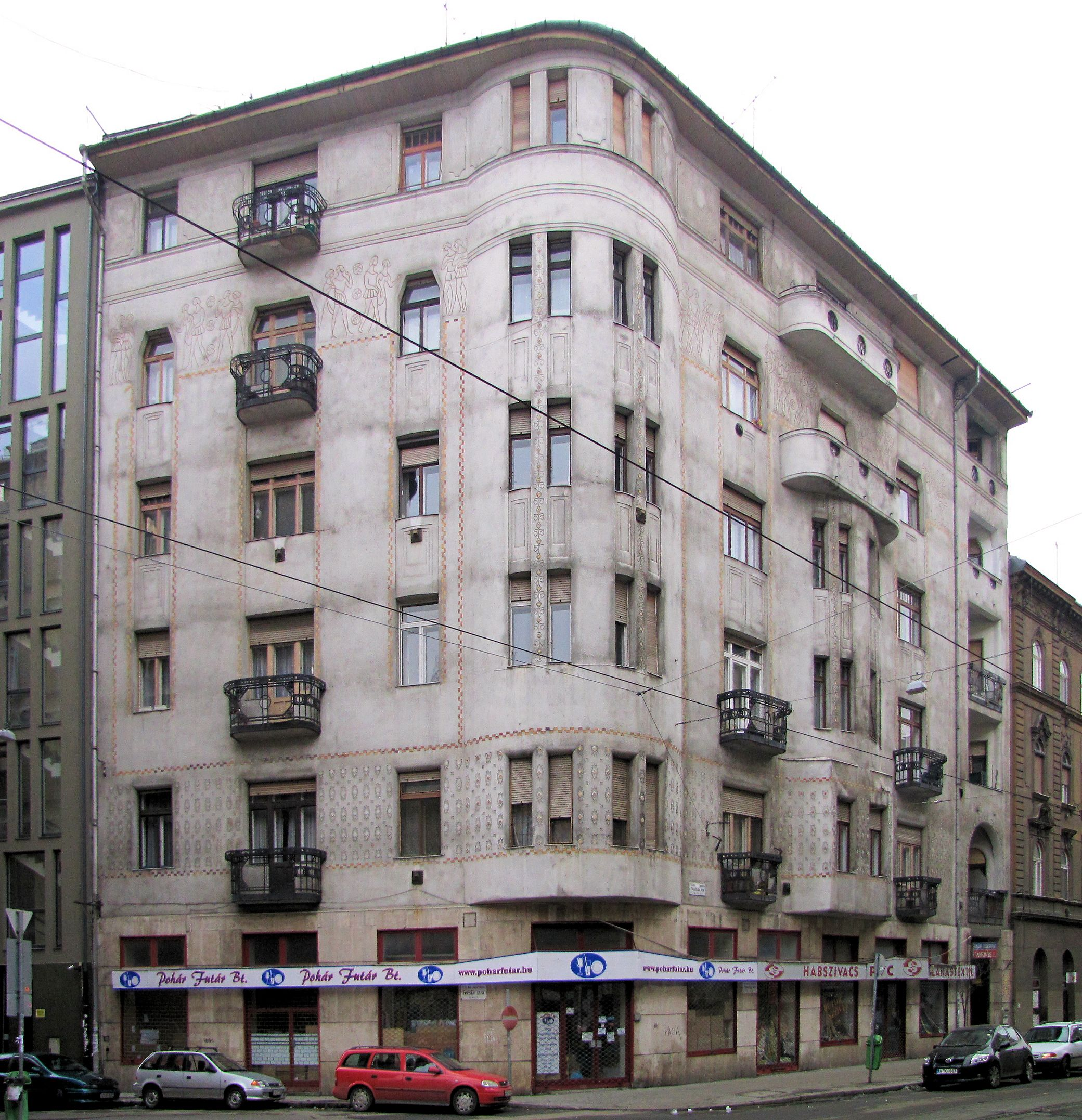
Lakóház, Budapest, Népszínház utca 25. – Fecske utca 1. (Vágó Józseffel)
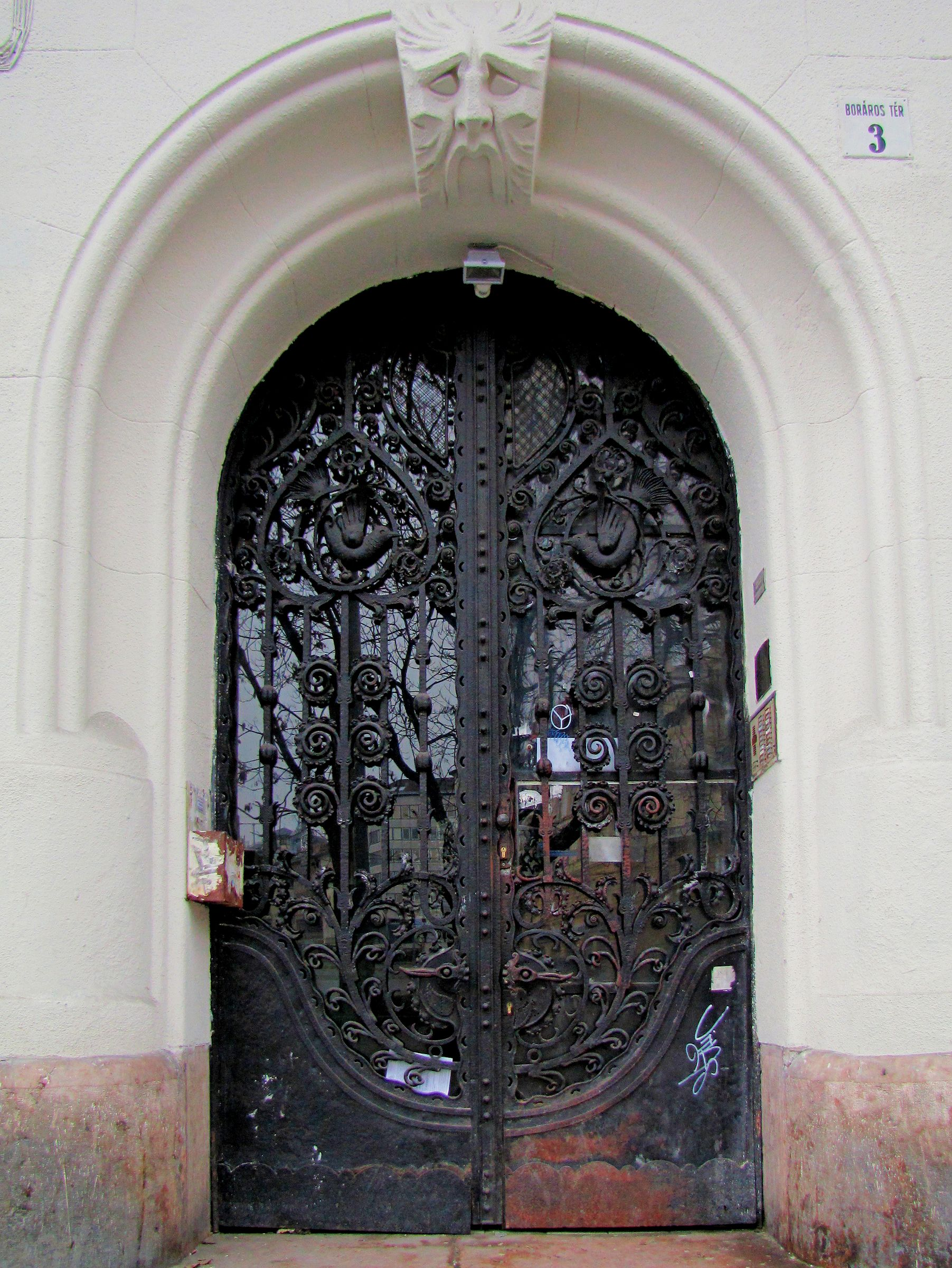
A Boráros téri lakóház kapuja (Budapest, Vágó Józseffel)
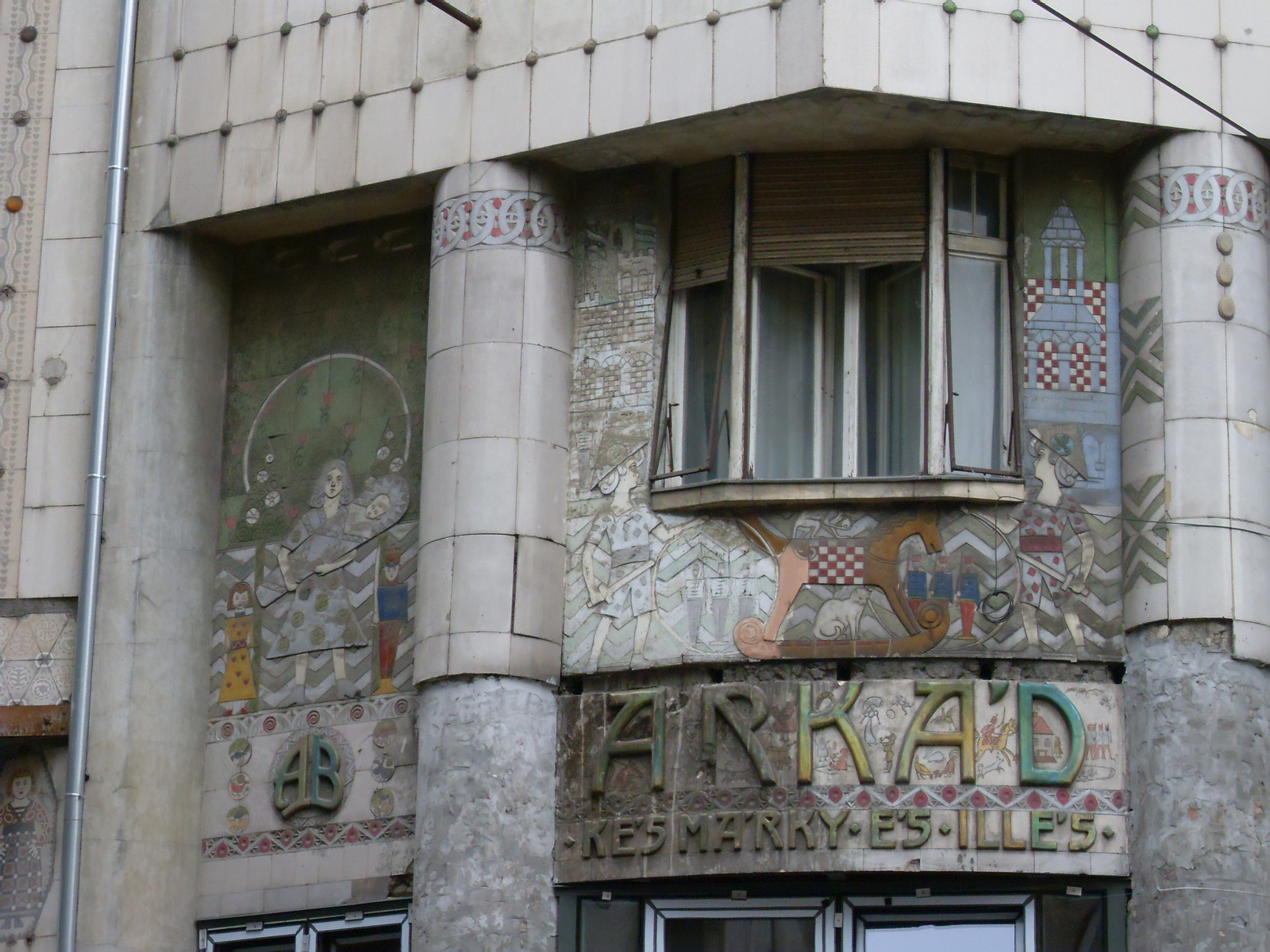
Az Árkád Bazár homlokzatának részlete, Budapest, Dohány utca 22-24. (Vágó Józseffel)
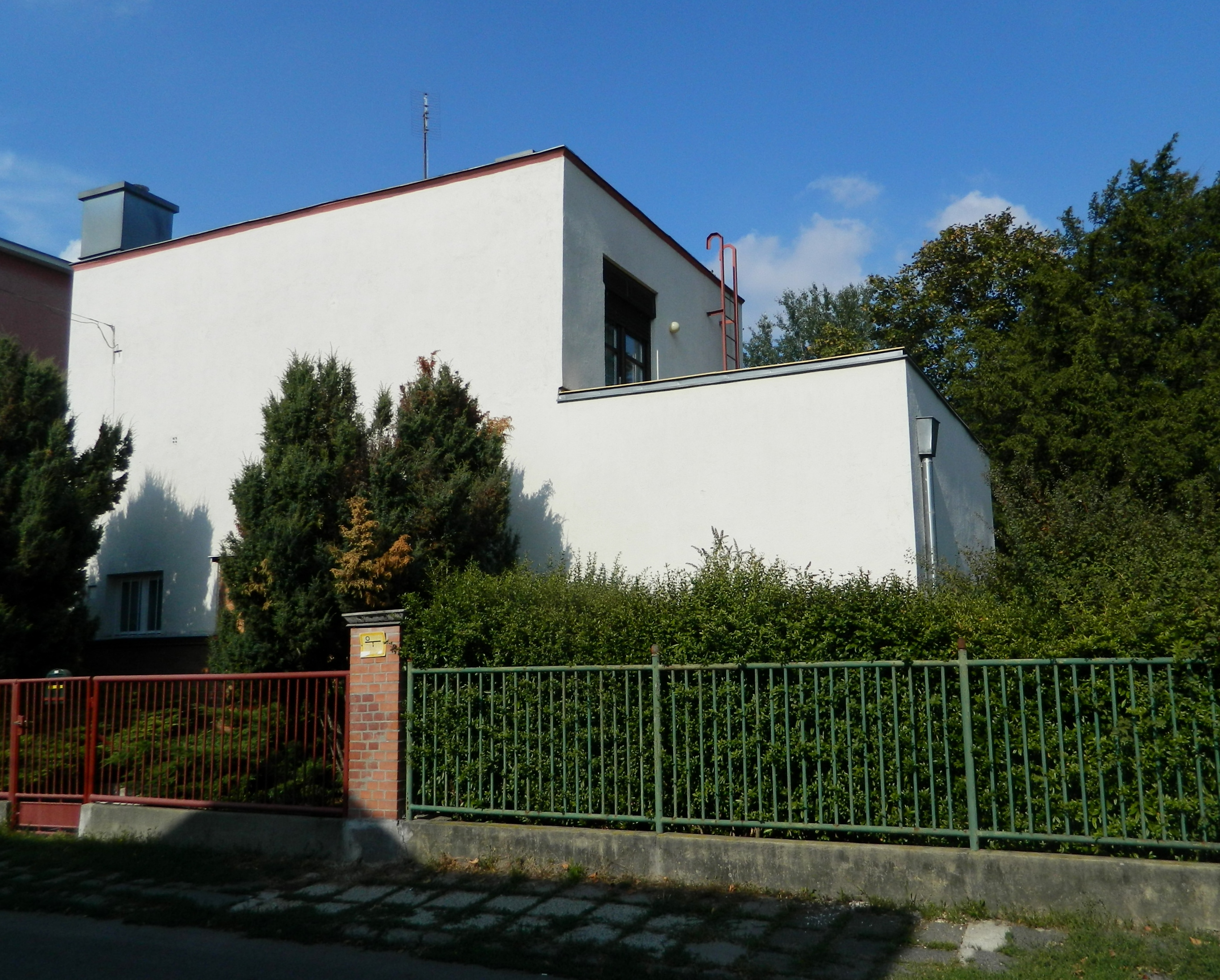
Lakóház, Napraforgó utca 11., Budapest